# 983

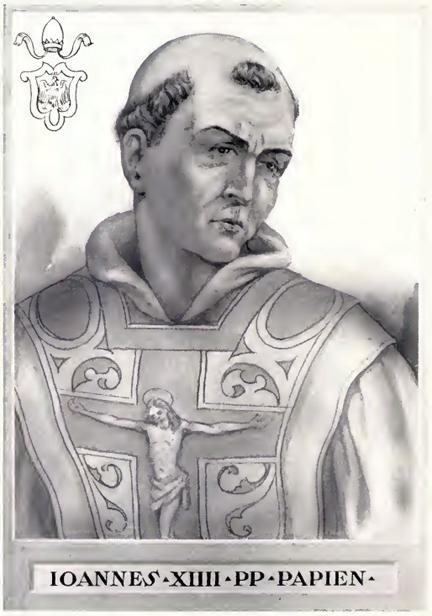
Paus Johannes XIV (r. 983 - 984)

Het jaar 983 is het 83e jaar in de 10e eeuw volgens de christelijke jaartelling.

## Gebeurtenissen

### Europa
- Zomer - Keizer Otto II ("de Rode") verklaart de oorlog aan het Byzantijnse Rijk en het emiraat Sicilië. Hij verzamelt een Duits-Italiaans expeditieleger om opnieuw een invasie voor te bereiden in Calabrië (Zuid-Italië). Otto schenkt de landerijen in de Rheingau aan het aartsbisdom Mainz tijdens de rijksdag van Verona. Hij benoemt zijn 3-jarige zoon Otto III tot Rooms-Duitse koning en medeheerser.[1]
- Slavische opstand: De Slavische Wenden en Abodriten die ten oosten van de rivier de Elbe leven, komen in opstand tegen het christendom en hun onderwerping aan het Duitse (voormalige Oost-Frankische) rijk van het Heilige Roomse Rijk. Ze vallen Noord-Duitsland binnen en plunderen de steden Havelberg, Brandenburg en Hamburg.[2]
- Koning Harald I ("Blauwtand") komt in opstand tegen de heerschappij van Otto II ("de Rode"). Een Deens Vikingleger onder leiding van zijn 20-jarige zoon Sven Gaffelbaard valt het hertogdom Sleeswijk binnen, langs de noordelijke grens van Denemarken. Ondertussen in Noord-Duitsland veroveren de Sorben de Saksische Oostmark.[3]
- Hendrik III ("de Jongere") verzoent zich met Otto II ("de Rode") nadat hij deelgenomen heeft aan een opstand tegen zijn heerschappij. Hij wordt opnieuw aangesteld als hertog van Karinthië en als markgraaf van Verona (waarbij Otto I van Worms wordt afgezet). Koenraad I (of van Öhningen) wordt aangesteld als hertog van Zwaben.[4]
- 7 december - Otto II ("de Rode") overlijdt in Rome aan malaria na een regeerperiode van 10 jaar. Hij wordt opgevolgd door zijn zoon Otto III, die op eerste kerstdag in de Dom van Aken door aartsbisschop Willigis wordt gekroond tot koning van Duitsland. Het Heilige Roomse Rijk valt onder het regentschap van zijn moeder Theophanu.[5]

### Religie
- 10 juli - Benedictus VII overlijdt in Rome na een pontificaat van 9 jaar. Hij wordt opgevolgd door Johannes XIV als de 136e paus van de Katholieke Kerk.
- Eerste schriftelijke vermeldingen van Arkel, Gellicum, Pazin en Well (volgens een oorkonde van de abdij van Werden).[6]
- In het Kievse Rijk van grootvorst Vladimir I ("de Grote") groeit de weerzin tegen het christendom door vervolging.[7]

## Geboren
- Odo II (of Eudes), Frans edelman en troonpretendent (overleden 1037)

## Overleden
- 10 juli - Benedictus VII, paus van de Katholieke Kerk (r. 974 - 983)[8]
- 7 december - Otto II ("de Rode") (28), keizer van Heilige Roomse Rijk